# 流星艦上攻擊機
愛知B7A流星是日本帝國海軍在第二次世界大戰末期推出的艦載攻擊機，由愛知航空機研製，盟軍代號Grace。流星為日本海軍試圖將艦攻/艦爆特性整合為全能攻擊機，但因技術不成熟導致飛機重新設計，等到完成測試時戰爭已入尾聲，未曾真正在航艦上服役。

## 研發簡史
一次大戰和二次大戰時海軍攻擊機主要分成俯衝轟炸機和魚雷/水平轟炸機，可是盟軍的各種軍艦的防禦力日益增強（尤其是戰艦、航母、重巡、輕巡），在流星規劃時的1941年俯衝轟炸機技術標準只能掛載250公斤穿甲炸彈，炸彈命中艦體後受損不足以致命，甚至無法癱瘓動力，因此需要更強的動力來搭載更重的穿甲炸彈；魚雷轟炸機則是需要更快的飛行速度與靈活的飛行性能來穿透防空火網，這則需要紮實的機體結構才辦得到。
這種需求下，魚雷轟炸機與俯衝轟炸機的技術分界便日趨模糊，這使日軍有統一機體之構想；另一方是維修人員進行維修艦載轟炸機和引擎時，發現各種艦載機引擎款式不同，無法通用，導致艦載機無法正常運作，甚至回廠或就地棄置。就操作空間有限的航艦人員來講亦樂見環境簡化操作機種的概念。
於是，1941年日本海軍提出要把這兩個機種合二為一的「十六試艦載攻擊機」，有著豐富海軍攻擊機研製經驗的愛知航空機接受了九個要求項目：
1. 一架軍機要有俯衝轟炸機和魚雷/水平轟炸的用途
2. 最快飛行速度，在運載各種炸彈或魚雷時埸合，保持在550至570公里/小時高度為5,000至6,000米。
3. 最大航續距離，在運載各種炸彈時埸合，正常狀態保持1,855公里以上，超載狀態保持3,350公里以上。
4. 降落速度時保持120公里/小時以下。
5. 炸彈配置場合，800公斤或500公斤1枚、250公斤2枚、60公斤6枚。
6. 魚雷配置場合，850公斤或1,000公斤1枚。
7. 射擊武器要有主翼20毫米機炮和迴旋13毫米機槍，機動性不低於九九式艦上轟炸機。
8. 機身和機翼的結構要堅固和維修工作簡易，方便適應生產軍機，同時必要增設防彈燃料箱和防彈裝甲。
9. 選用引擎時，必要考慮到當時艦戰和艦偵使用引擎的零件型號，才可以選用同型號零件一至通用化的引擎。

不過實際需求文本目前已亡佚，這9項需求為工程師尾崎紀男筆記中所歸納之結論。這些要求對當時的日本航空工業標準來說過於勉強，但愛知航空機在1941年10月仍由尾崎紀男擔任總工程師，開發案社內代號A-23。1942年1月開始設計構造，5月設計完成，1942年12月十六試艦攻一號原型機出廠。
流星的外觀特色是主翼與Ju 87俯衝轟炸機及F4U海盜式戰鬥機相同採倒海鷗翼設計，可向上摺疊減少機庫容積需求，主起落架裝設點則在海鷗翼的反摺點，兼顧長度與強度；主翼後方使用彗星的襟翼設計，當使用襟翼時另具備副翼功能，這使流星雖有較重的機體，卻仍維持可接受的降落距離。由於日軍艦攻普遍缺乏防彈能力，流星在機身的駕駛艙內週邊設置防彈裝甲、防彈玻璃、防彈燃料箱。酬載部分是愛知雖設計了內置式炸彈艙，但魚雷仍要以外掛方式裝備，無法像九七式艦上攻擊機或是天山艦上攻擊機以半埋式減少空氣阻力，因此在魚雷攻擊機模式下流星的飛行能力會大幅下滑。
流星選用中島飛機的NK9譽十八氣缸複列星型發動機（聲稱有2,000匹馬力），搭配住友生產的四葉定速螺旋槳，目的是要與同艦載型紫電改四二型和彩雲艦上偵察機的引擎零件通用化，即使流星的重量是各日本艦載機之首，但由於動力充足而令它有著不錯的速度和機動性，流星的主翼裝設九九式機炮，其20公厘的大口徑可用於空戰，面對艦艇的防空火力也可做一定壓制效果，乘員有兩名，後部機槍手兼任投彈手，而且在其設計上也考慮到方便組裝和縮短生產時間的問題，致於修改的B7A2在機體和機翼採用「厚板構造」，這樣可節省飛機重量，其零件數目大約是零式戰鬥機的一半。
十六試艦攻雖然試飛成功，但毫無意外地無法達到日本海軍設定目標，原型機以失敗收場。失敗理由包括機體結構過重，強度不足，無法掌握橢圓翼氣動特性使得飛行等一切歸因於科技不足之故；因此1943年十六式艦攻幾乎推倒重來，對機體結構及主翼重頭修改，負責工程師仍為尾崎紀男。
經過大改造的十六式艦攻二號原型機於1943年出廠，但其使用的中島NK9B譽一一型引擎（1,800匹馬力）問題繁多，故改為中島NK9C譽一二型引擎（1,825匹馬力）並名為流星（之後稱流星一一型或流星改）後生產，這時已是1944年4月。雖然流星改解決了不少問題，但是仍然未能達到日本海軍的最快速度(最快速度為543公里/小時)，尾崎紀男提出在流星一一型的NK9C譽一二型引擎基礎更換為NK9H-S譽二三型引擎(增設燃料噴射裝置，2,050匹馬力)來提升速度，並稱為流星一一甲型(又稱為B7A2a)，最後有一架流星一一型完成改裝成流星一一甲型和完成試驗飛行(據傳有九架沒有裝上引擎的流星一一型就已經改裝為NK9H譽二三型引擎，使得流星一一甲型增至十架，但是仍然未明)。還有提出將流星一一型改裝三菱重工的MK9A引擎，提升高空和速度，並稱為流星改一型(又稱為B7A3)，唯獨三菱重工受到空襲影響而被迫中止。

## 計劃改良型
- B7A1（十六試艦攻）

有8架安裝中島NK9B譽一一型引擎（1,800匹馬力）的試驗機
- B7A2（流星一一型或流星改）

正式生產型號，安裝中島NK9C譽一二型引擎（1,825匹馬力）
- B7A2a（流星一一甲型）

有十架流星一一型改裝為NK9H-S譽二三型引擎（加裝燃料噴射裝置，2,050匹馬力）
- B7A3（試製流星改一）

計劃安裝三菱重工的MK9A引擎（2,250匹馬力），這台MK9A引擎重量、直徑和消費燃料量比（譽）引擎更大，必要重造和修改流星的引擎枝撐架及加強機身、機翼的內部結構。同時在左右主翼加裝400升外掛燃料箱掛架，保持遠距離航程，只是計劃，後被中止。

## 基本資料
B7A2 [B7A2a]
- 乘員:2人（駕駛和投彈手兼後部機槍手）
- 機長:11.49米
- 翼展:14.4米
- 機高:4.07米
- 空重:3,614公斤
- 最重:5,700公斤
- 機翼面積:35.4平方米
- 燃料容量:1,400升（加裝兩桶4,00升外掛燃料箱）
- 最快速度:543公里/小時[567公里/小時]
- 航程:3,037公里（轟炸）/2,980公里（魚雷攻擊）
- 昇限:8,950米[11,250米]
- 發動機:中島NK9C譽一二型十八氣缸複列星型引擎（1,825匹馬力）[中島NK9H-S譽二三型引擎（2,050匹馬力）]
- 武裝:機翼兩門20毫米口徑九九式機炮+機身後一挺13毫米口徑二年式機槍+800公斤炸彈或魚雷

## 實戰

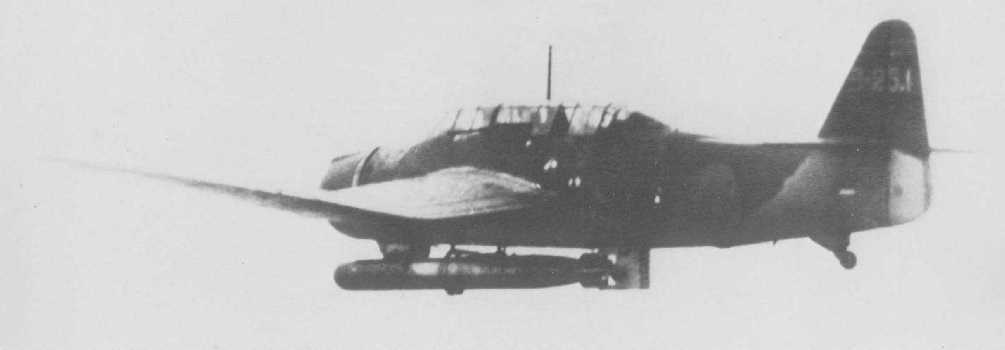
掛上魚雷作為魚雷轟炸機的流星

流星的生產受到東海大地震和美國B-29轟炸機轟炸的影響，在戰爭當中只有114架流星出廠，雖然當時流星被稱為"萬能艦攻"，但由於日本航空母艦已大多被擊沉，流星唯有全都部署在陸上機場，唯一裝備的是第752海軍航空隊第5飛行隊，在二戰末期的1945年7月至8月曾對美國航空母艦編隊發動攻擊但戰果不詳

## 使用國家
- 日本

## 外部連結
- IJN Pics （页面存档备份，存于）
- Virtual Aircraft Museum （页面存档备份，存于）